# Dzwonek karpacki
Dzwonek karpacki (Campanula carpatica Jacq.) – gatunek rośliny z rodziny dzwonkowatych (Campanulaceae). Na świecie ma swoje naturalne stanowiska wyłącznie w Karpatach, ale poza granicami Polski. Jest endemitem karpackim. Jako  gatunek zawleczony rozprzestrzenił się w niektórych miejscach w USA oraz w niektórych państwach Europy (w Norwegii, Włoszech). Jest często uprawiany, jako roślina ozdobna

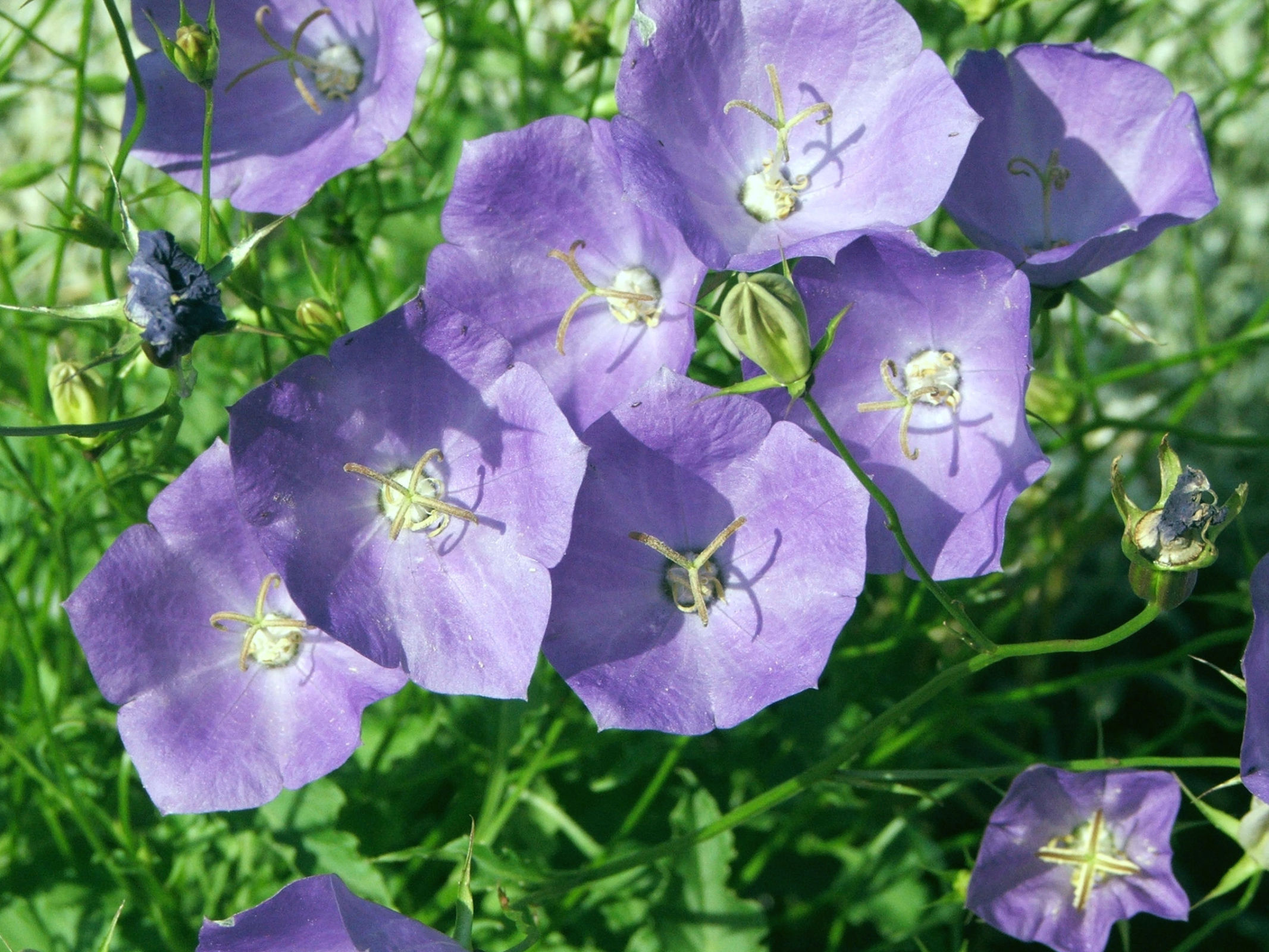
Kwiaty

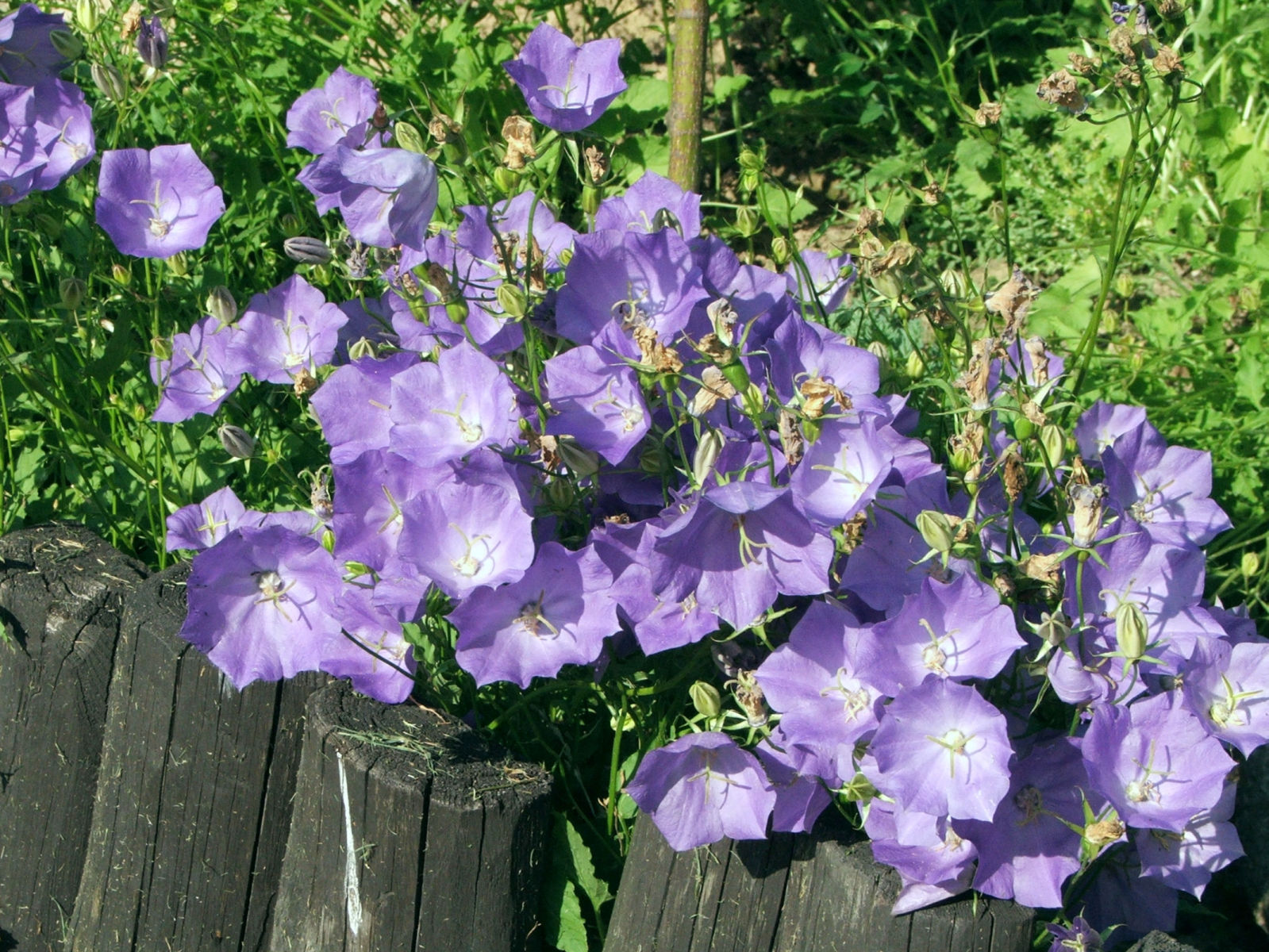
Dzwonek karpacki w uprawie ogrodowej

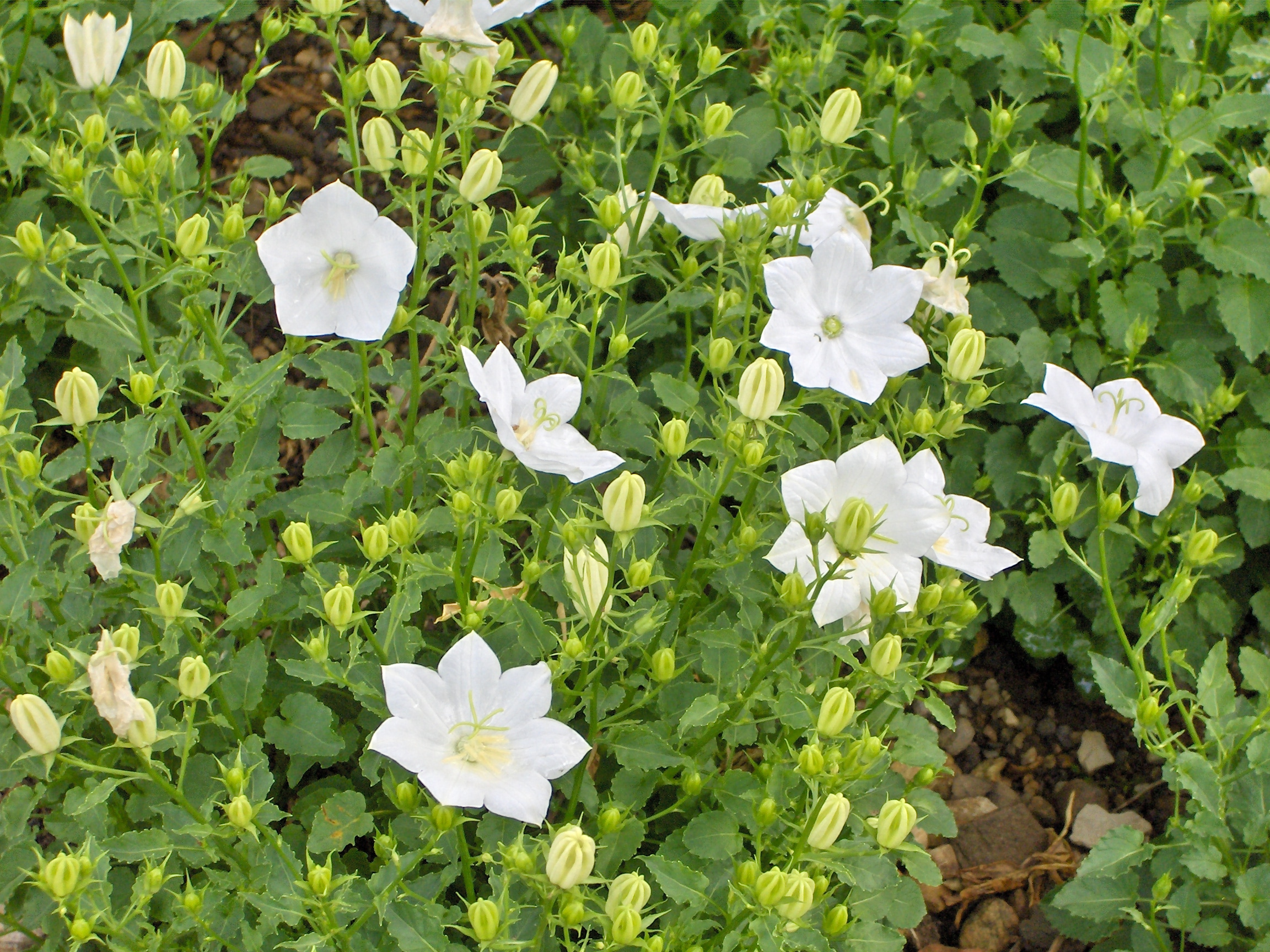
Odmiana o białych kwiatach

## Morfologia
PokrójBylina tworząca luźne kępy  wysokości 15–40 cm o licznych i wiotkich, pokładających się lub podnoszących, rozgałęzionych łodygach. Pędy nagie lub owłosione krótkimi, szorstkimi włoskami.
LiścieOgonkowe. Dolne liście duże, sercowatojajowate, karbowano-piłkowane. Górne liście mają zaokrągloną nasadę i są równowąskie i całobrzegie.
KwiatyDuże, dzwonkowate, o lazurowym kolorze, wyrastające pojedynczo lub po kilka na długich szypułkach. Zdarzają się również kwiaty białe. Korona ma ząbki wcięte co najwyżej do 1/3 długości. Wewnątrz pojedynczy słupek z 3 lub 4 zagiętymi znamionami. Zatoki pomiędzy ząbkami kielicha bez wyrostków.
OwoceTorebka.

## Biologia i ekologia
Bylina, hemikryptofit. W Polsce kwitnie od czerwca do lipca. W naturalnym swoim środowisku rośnie na skałach, szczególnie wapiennych.

## Zastosowanie
Roślina ozdobna. Jest w pełni mrozoodporna (strefy mrozoodporności 3 – 9). Nadaje się szczególnie na rabaty i do ogrodów skalnych. Rozrasta się wolno, nie jest ekspansywna. Wymaga próchniczno-gliniastej gleby i słonecznego lub półcienistego stanowiska. Lubi podłoże średnio wilgotne, z dużą ilością wapnia. Można go uprawiać z nasion lub przez podział bryły korzeniowej. Zwykle sam się rozsiewa. Jeżeli nie chcemy, aby się rozsiewał w ogrodzie, po przekwitnieniu należy ściąć kwiatostany.
Oprócz typowych form o lazurowym kolorze istnieją także odmiany białe 'Alba'.   